# Ethan Embry
Ethan Philan Randall (nascido em 13 de junho de 1978), embora ele seja conhecido e geralmente creditado como Ethan Embry, é um ator estadunidense Ele é conhecido por seu papel como Declan Giggs na série de televisão Brotherhood.
Embry nasceu em Huntington Beach na Califórnia , filho de Karen e Randall Charles. Ele tem um irmão mais velho chamado Aaron Embry , um produtor musical aclamado e músico, e uma irmã mais nova  chamada Kessia que é uma atriz . Ele se casou com Amelinda Smith em 14 de novembro de 1998 e se divorciaram em 2002. Eles tiveram um filho juntos, Cogeian Sky Embry que nasceu em 10 de dezembro de 1999. Ethan estava envolvido com a atriz Katharine Towne . Embry foi tambem casado com a atriz  Sunny Mabrey, eles se casaram em 17 de julho de 2005. Mabrey pediu o divórcio em 25 de julho de 2012 alegando diferenças irreconciliáveis.
Embry começou a atuar em 1991, aos 13 anos. Ao longo da década de 1990, ele teve vários papéis em filmes, incluindo Vegas Vacation, e a comédia adolescente Can't Hardly Wait.

## Filmografia
| Ano     | Nome                              | Personagen               |
| ------- | --------------------------------- | ------------------------ |
| 2015    | "Grace & Frankie - Netflix"       | Coyote                   |
| 2015    | [Pete\|Sneaky Pete]               | Real Pete                |
| 2015    | The Walking Dead                  | Carter                   |
| 2012    | Grey's Anatomy                    | David Moore              |
| 2011    | The Reunion                       | Leo Cleary               |
| 2011    | Fairly Legal                      | Spencer                  |
| 2010    | House MD                          | Mickey                   |
| 2009    | Fear Itself                       | Chance                   |
| 2008    | Eagle Eye                         | Agent Toby Grant         |
| 2007    | Vacancy                           | Mechanic                 |
| 2006–08 | Brotherhood                       | Declan Giggs             |
| 2006    | Law & Order: Criminal Intent      | Art                      |
| 2006    | Kidney Thieves                    | Guy                      |
| 2005    | Pizza                             | Matt Firenze             |
| 2005    | Masters of Horror                 | Bruce                    |
| 2004    | Celeste In The City               | Kyle Halley              |
| 2004    | Harold & Kumar Go to White Castle | Billy Carver             |
| 2004    | Standing Still                    | Donovan                  |
| 2004    | Life on Liberty Street            | Rick Spencer             |
| 2003    | Timeline                          | Josh Stern               |
| 2003    | Dragnet                           | Frank Smith              |
| 2002    | Sweet Home Alabama                | Bobby Ray                |
| 2002    | They                              | Sam Burnside             |
| 2002    | Manfast                           | Johnny Shore             |
| 2001    | Stealing Time                     |                          |
| 2001    | Ball in the House                 | Bobby                    |
| 2000    | Freakylinks                       | Derek/Adam Barnes        |
| 1998    | Disturbing Behavior               | Allen Clark              |
| 1998    | Can't Hardly Wait                 | Preston                  |
| 1998    | Dancer, Texas Pop. 81             | Squirrel                 |
| 1998    | Montana                           | Jimmy                    |
| 1997    | Vegas Vacation                    | Russell "Rusty" Griswold |
| 1996    | That Thing You Do!                | T.B. Player              |
| 1996    | White Squall                      | Tracy Lapchick           |
| 1995    | Empire Records                    | Mark                     |
| 1995    | Evolver                           | Kyle Baxter              |
| 1993    | A Far Off Place                   | Harry Winslow            |
| 1991    | All I Want for Christmas          | Ethan O'Fallon           |
| 1991    | Dutch                             | Doyle Standish           |
| 1991    | Defending Your Life               | Steve                    |

## Ligações Externas
- Ethan Embry. no IMDb.
- Ethan Embry (em inglês) no Allmovie